# Баб'юк Осип
О́сип (Йо́сип) Баб'ю́к (Бабю́к) (нар. 10 лютого 1894, Кути, тепер Косівський район Івано-Франківська область — пом. 11 квітня 1950, м. Прага) — український педагог і військовик, стрілець Української Галицької Армії.
Відповідно до українського законодавства, є борцем за незалежність України у XX столітті, але не може бути нагороджений званням Герой України, бо не був громадянином України.

## Життєпис
Закінчив Коломийську «нижчу» гімназію та Заліщицьку вчительську гімназію (1914). Від 1915 року служив у австрійській армії до розпаду Австро-Угорської імперії 1918 року. Служив в УГА як жовнір від листопада 1918 до кінця липня 1920 року. За час військової служби в лавах УГА брав участь у боях за Львів та Чортківській офензиві. У липні 1919 року з УГА перейшов на територію Наддніпрянської України. Надалі воював у бригаді А. Кравса.
Потім був заарештований поляками і під час перевезення до іншої польської тюрми втік до ЧСР. Там перебував у Ліберці, а потім в Йожефові. У 1923—1924 роках навчався у Вищій господарський кооперативній школі в Празі. 
16 липня 1924 року подав заяву на економічно-кооперативний відділ УГА в Подєбрадах і був зарахований студентом-матуральником 2 черги. Надалі він жив в українському інтернаті в Празі, одружився з Яною Баб'юк. 
Похований на Ольшанському цвинтарі Праги.

### Родина
- Дружина Яна Баб'юк (09.02.1899 — 10.12.1986)
- Син Ярослав Баб'юк (06.06.1929 — 12.03.2004)